# سیارک ۱۵۹۳۵۱
سیارک ۱۵۹۳۵۱ (به انگلیسی: 159351 Leonpascal، نامگذاری:2007EB10) صد و پنجاه و نه هزار و سیصد و پنجاه و یکمین سیارک کشف شده‌است که در ۱۰ مارس ۲۰۰۷ کشف شد.